# Jewish Standard
Die englischsprachige Wochenzeitung Jewish Standard ist eine Publikation für die jüdische Gemeinschaft im US-amerikanischen Bundesstaat New Jersey, die seit 1931 jeden Freitag in den Verkauf geht und die älteste jüdische Zeitung in New Jersey ist.
Ihr Verbreitungsgebiet umfasst Bergen County und den Nordosten New Jerseys, die Gateway Region.
Zurzeit hat der Jewish Standard eine Auflage von 24.000 Exemplaren, die in Teaneck publiziert werden. Für New Jersey ist der Wettbewerber die New Jersey Jewish News.

## Expansion
1984 übernahm das Unternehmen die Publizierung der Jewish Community News, einer jüdischen Zeitschrift des Passaic County. Ab 1991  veröffentlichte das Unternehmen den Rockland Jewish Reporter die offizielle Zeitschrift von The Jewish Federation of Rockland County.  Ab 2002 veröffentlichte das Unternehmen About Our Children als Informationsquelle für jüdische Familien.
Die Zeitschriften haben zahlreiche Preise der American Jewish Press Association, des North Jersey Press Club, der Society of Professional Journalists und von Parenting Publications of America gewonnen.